# Macaco
Macaco é um termo de origem africana (provavelmente do banto makako) utilizado como designação comum a todas as espécies de símios ou primatas antropoides. É aplicada restritivamente no Brasil aos cebídeos (ou macacos do Novo Mundo) em geral. No sentido estrito, "macaco" refere-se às espécies de primatas pertencentes ao género Macaca.
A designação mico se origina, segundo o Dicionário Aurélio, do caraíba (karib) continental. É bastante usada no Brasil, onde costuma aplicar-se às espécies do gênero Cebus, no Sul, e às espécies de pequeno porte, ou saguis, no Norte.
O termo sagui se origina do tupi antigo sagûi e também designa os macacos calitriquídeos de pequeno porte.
Ainda segundo Cunha, o termo símio, que também designa os macacos (tendo sido registrado no português dos séculos XVI e XVII), vem do latim simius, de simus, "que tem o nariz chato".

## Descrição
Os macacos variam em tamanho desde o sagui-pigmeu, que pode ser tão pequeno quanto 117 mm ( 4+5 ⁄ 8  pol) com 172 mm ( 6+3 ⁄ 4  pol) de cauda e pouco mais de 100 g ( 3+1 ⁄ 2  oz) em peso, para o mandril macho, quase 1 m (3 pés 3 pol) de comprimento e pesando até 36 kg (79 lb).  Alguns são arbóreos (vivendo em árvores), enquanto outros vivem na savana ; as dietas diferem entre as várias espécies, mas podem conter qualquer um dos seguintes alimentos: frutas, folhas, sementes, nozes, flores, ovos e pequenos animais (incluindo insetos e aranhas).
Algumas características são compartilhadas entre os grupos; a maioria dos macacos do Novo Mundo tem caudas preênseis, enquanto os macacos do Velho Mundo têm caudas não preênseis ou nenhuma cauda visível. Os macacos do Velho Mundo têm visão tricromática de cores como a dos humanos, enquanto os macacos do Novo Mundo podem ser tricromáticos, dicromáticos ou - como nos macacos-coruja e grandes galagos - monocromáticos . Embora os macacos do Novo e do Velho Mundo, tenham olhos voltados para a frente, os rostos dos macacos do Velho e do Novo Mundo parecem muito diferentes, embora, novamente, cada grupo compartilhe algumas características, como os tipos de nariz, bochechas e nádegas.

## Nomenclatura
Na classificação popular da língua portuguesa, geralmente se utilizam os termos "macaco" ou mono (segundo o Dicionário Aurélio, antigo termo português para espécie de símio africano), seguidos de um adjetivo que identifique o animal, a exemplo de "mono-carvoeiro" e "macaco-aranha", como exemplificado abaixo na galeria de fotos.

### Classificação científica
A classificação científica também se vale desse esquema de adjetivação. Por exemploː no gênero Cebus, incluem-se espécies designadas por libidinosus (macaco-prego), ruivo, robustus etc. Ainda nessa classificação, alguns deles são associados a demônios como  Beelzebuth (Coatá branco (Ateles belzebuth)) e Satanás (Cúxiu preto (Chiropotes satanas)) ou se referem a lendas como por exemplo a dos cércopes, salteadores de força descomunal que assaltavam e matavam os viajantes da Grécia Antiga. Conta-se que, no seu atrevimento, chegaram a atacar Hércules enquanto este dormia mas que este, ao acordar, os dominou com facilidade, tratando então de amarrá-los, pretendendo vendê-los como escravos. No caminho do mercado, os cércopes, mesmo amarrados, fizeram tantas brincadeiras e piadas que o herói findou por soltá-los. Contudo, Zeus, o senhor dos homens e dos deuses do Olimpo, não foi tão piedoso e transformou os cércopes em macacosː mais especificamente, os do gênero Cercopithecus.
Macacos do Novo Mundo

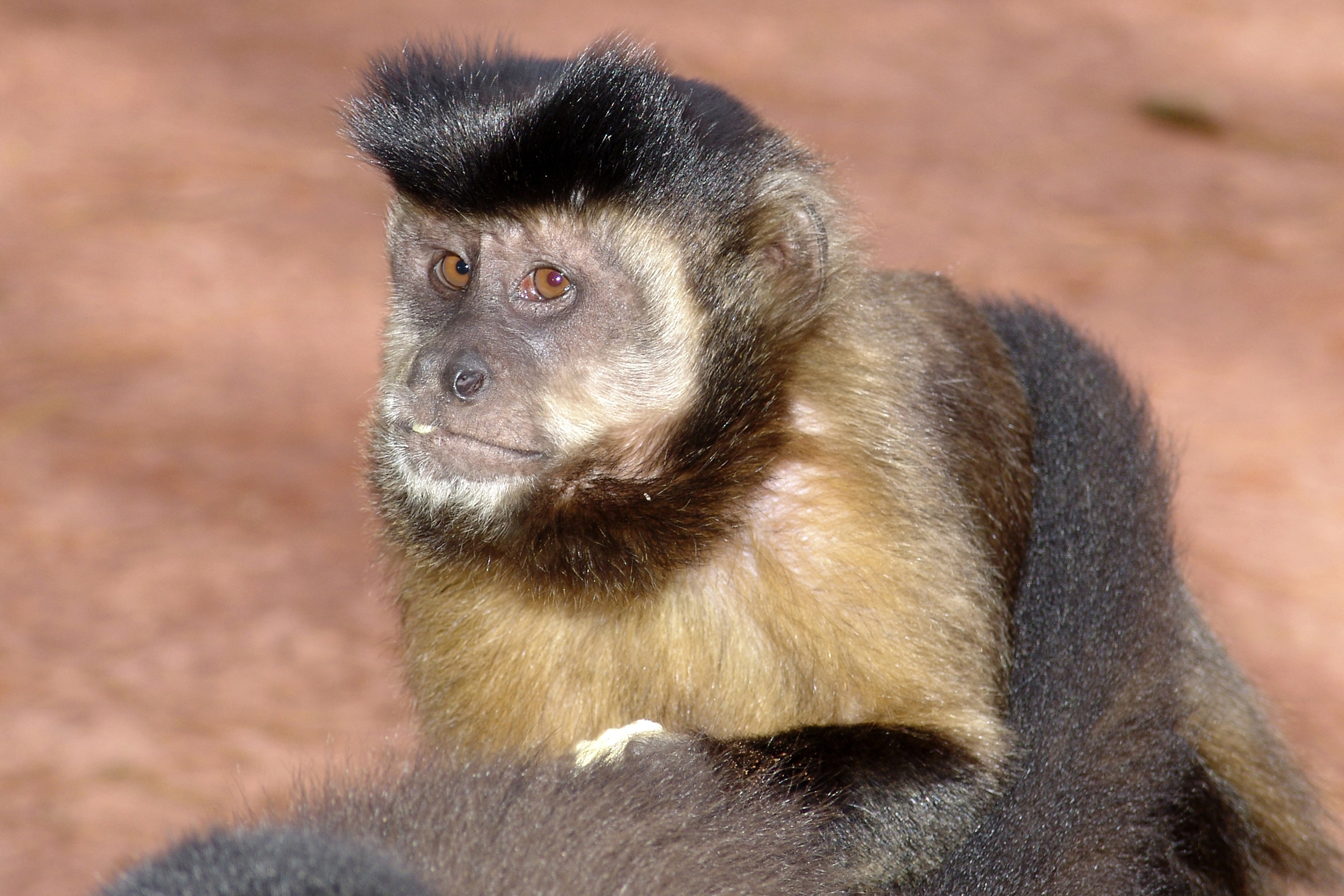
Macaco-prego
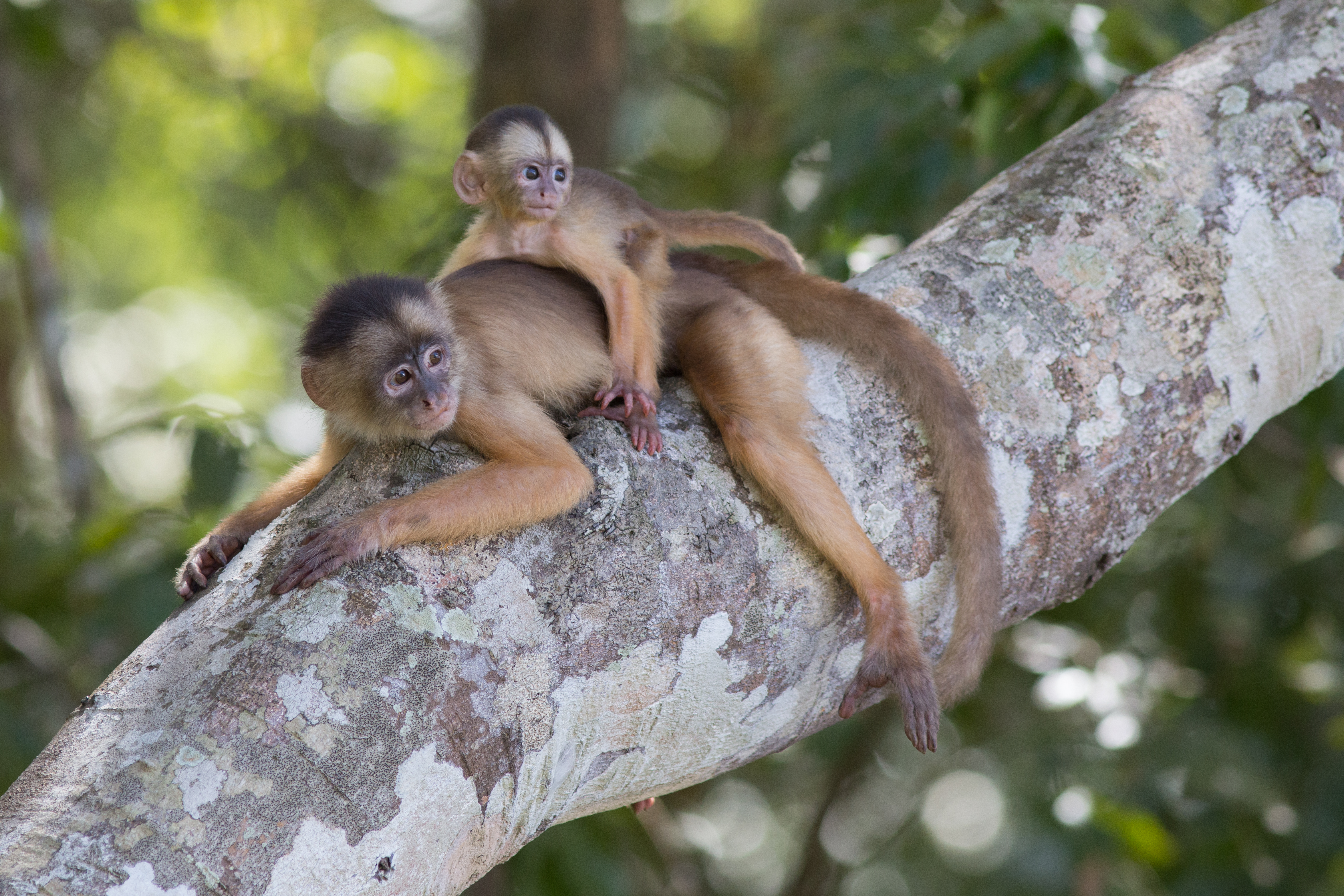
Macaco caiarara
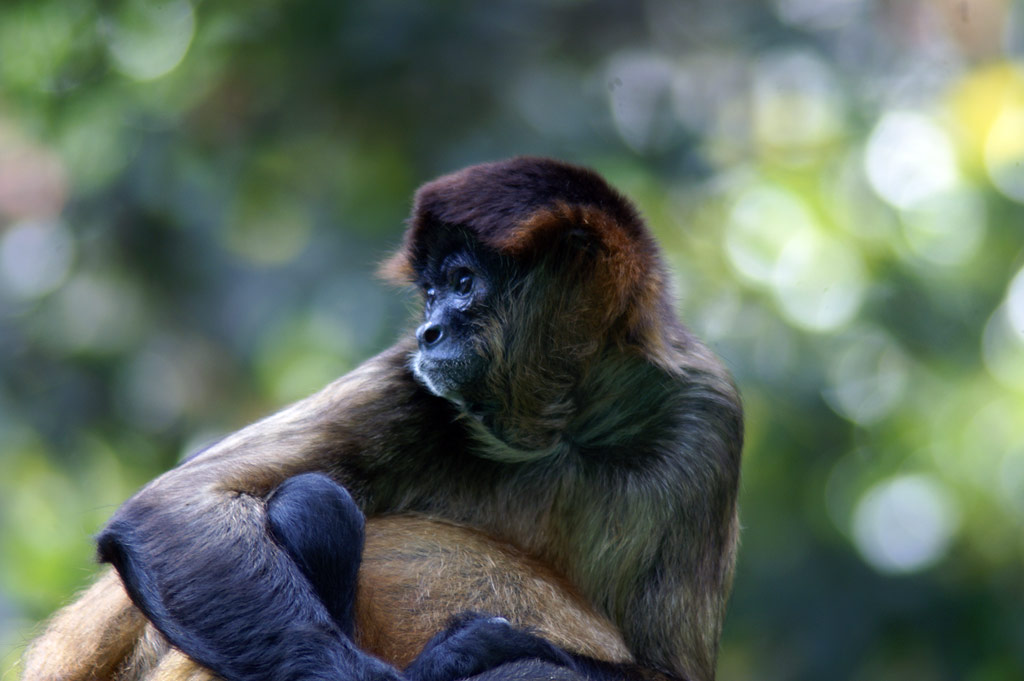
Macaco-aranha
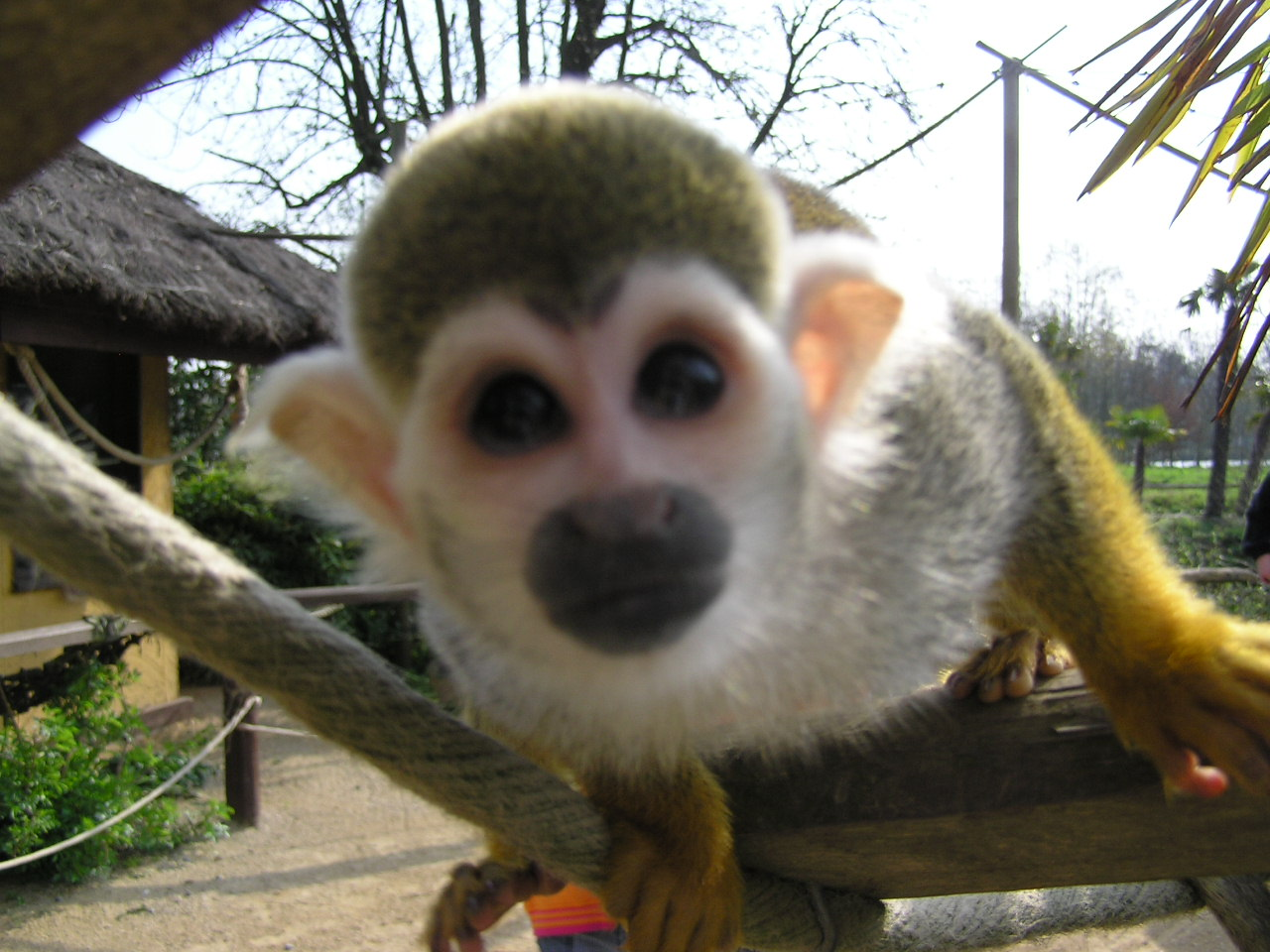
Macaco-esquilo ou macaco-da-boca-preta ou mico-de-cheiro
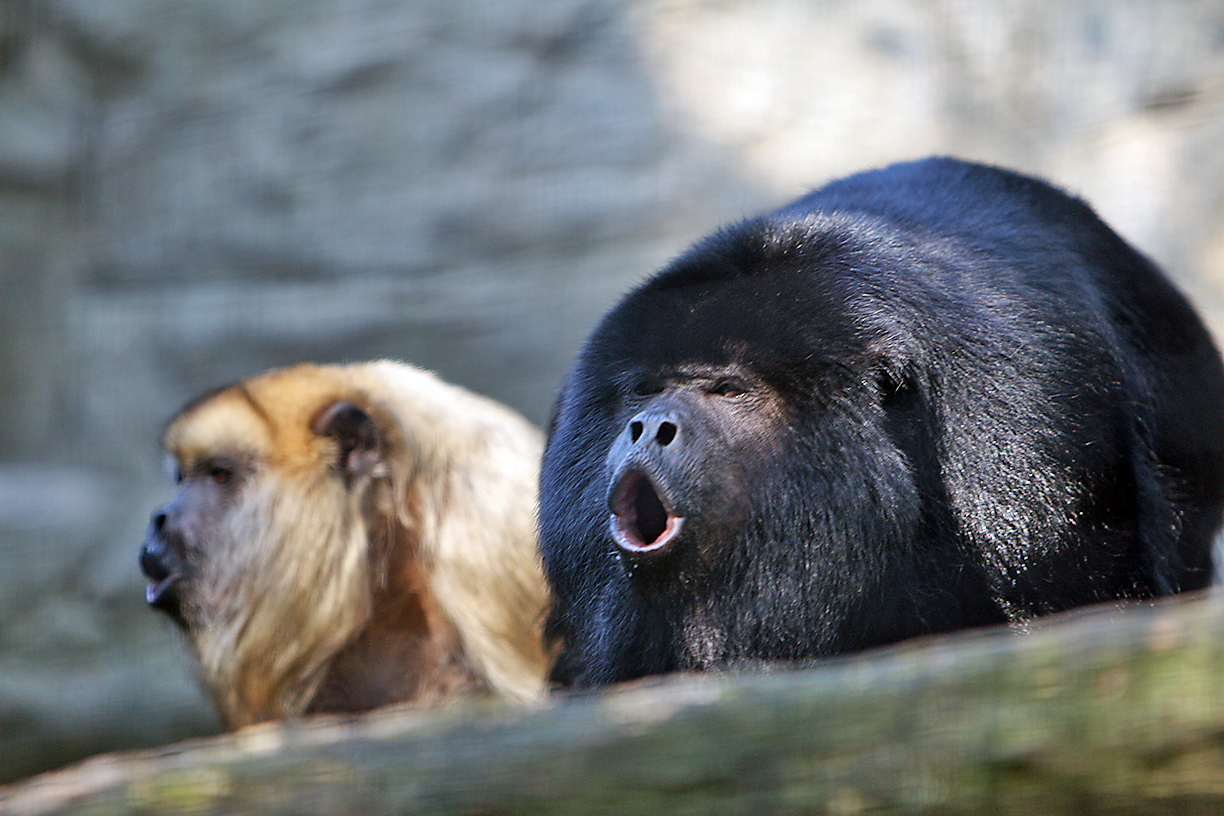
Bugio
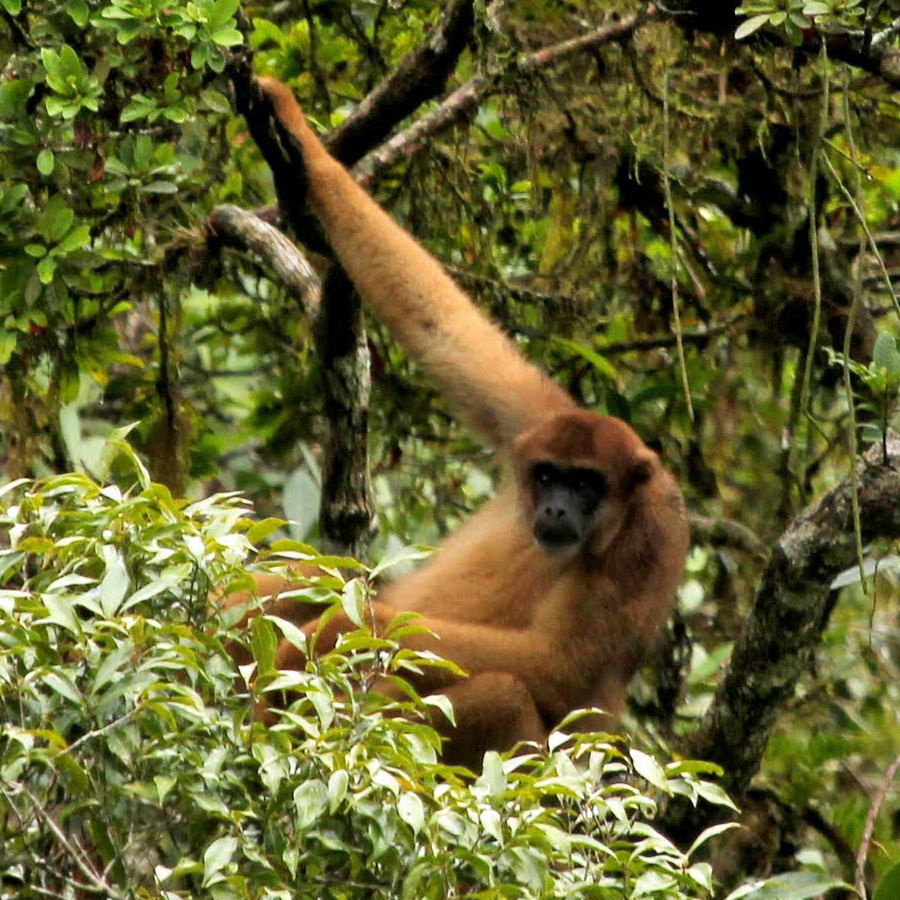
Mono-carvoeiro ou Muriqui
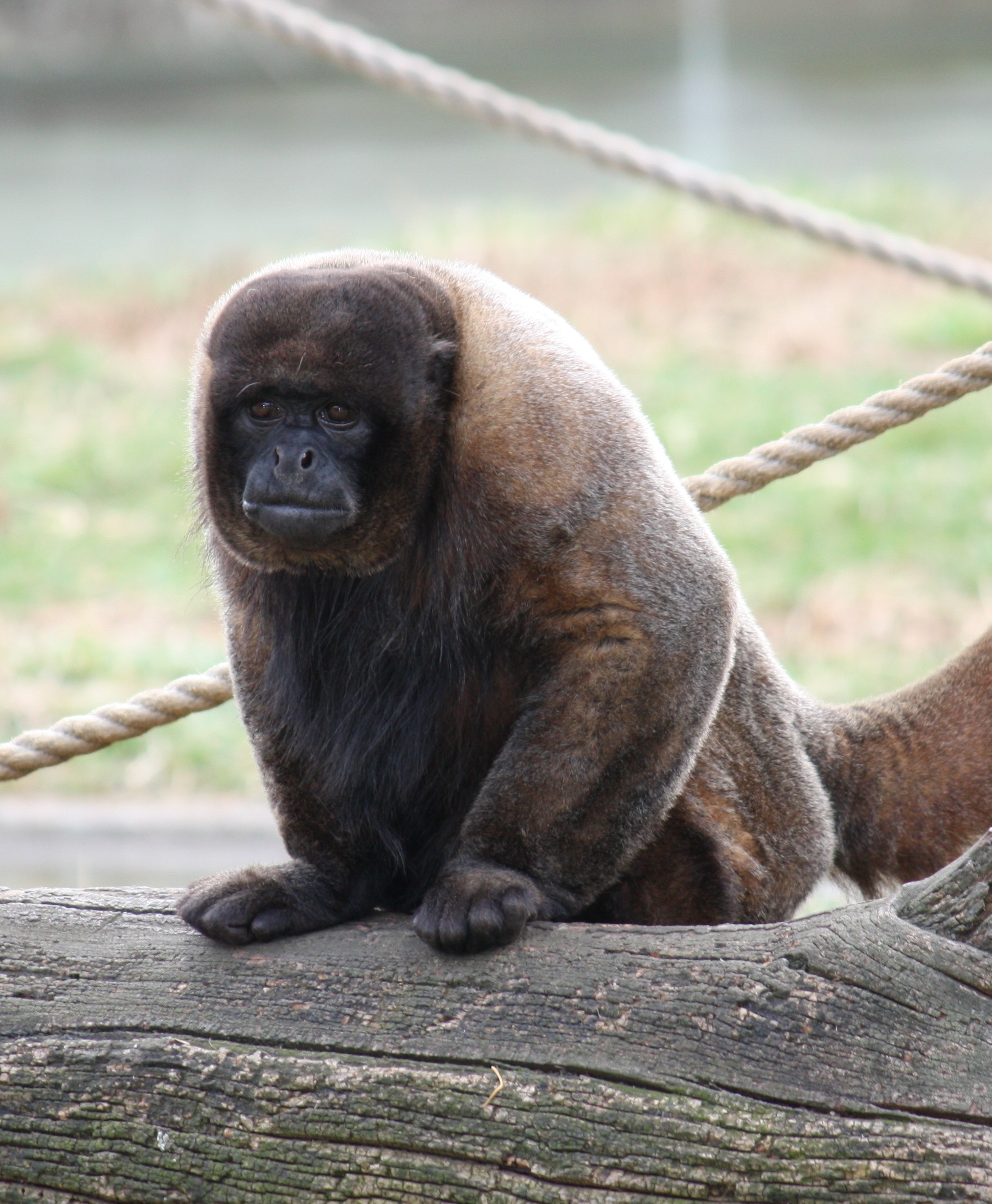
Macaco-barrigudo
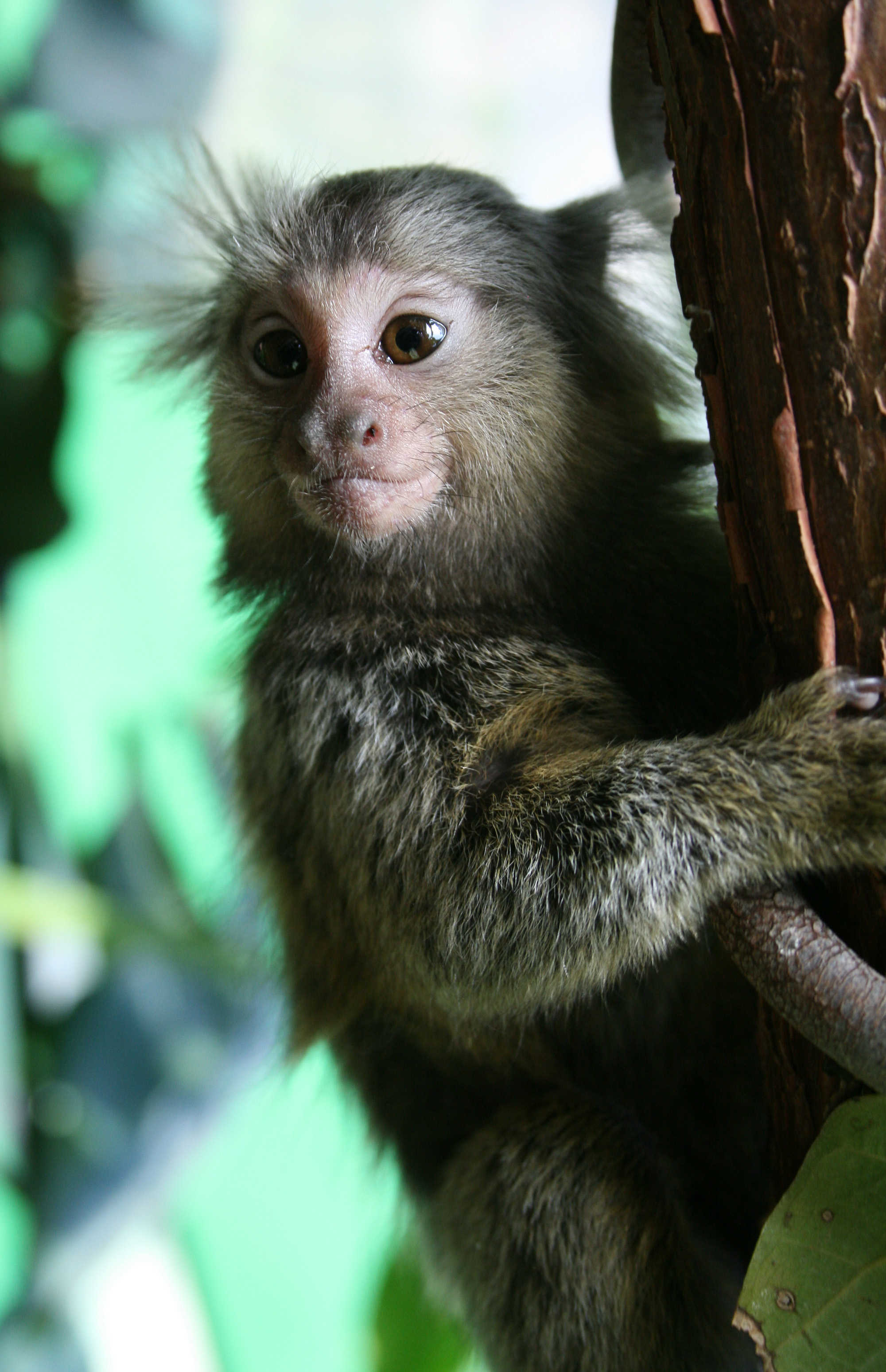
Mico ou sagui
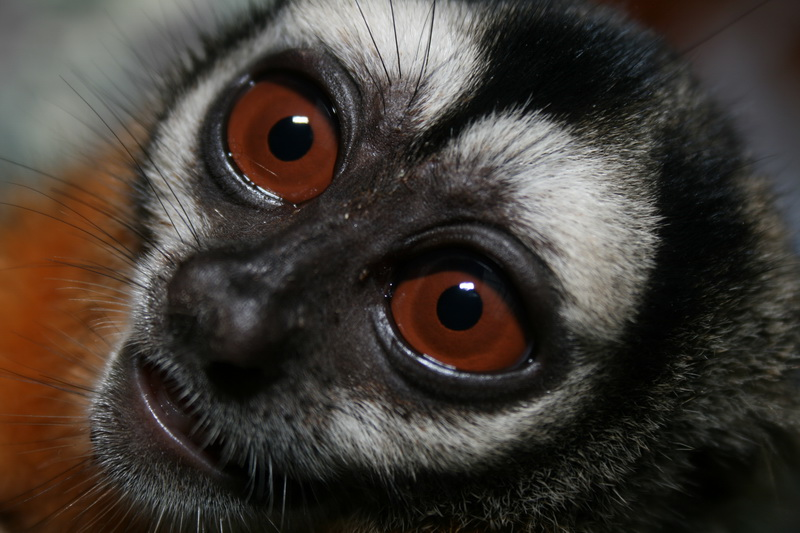
Macaco-da-noite
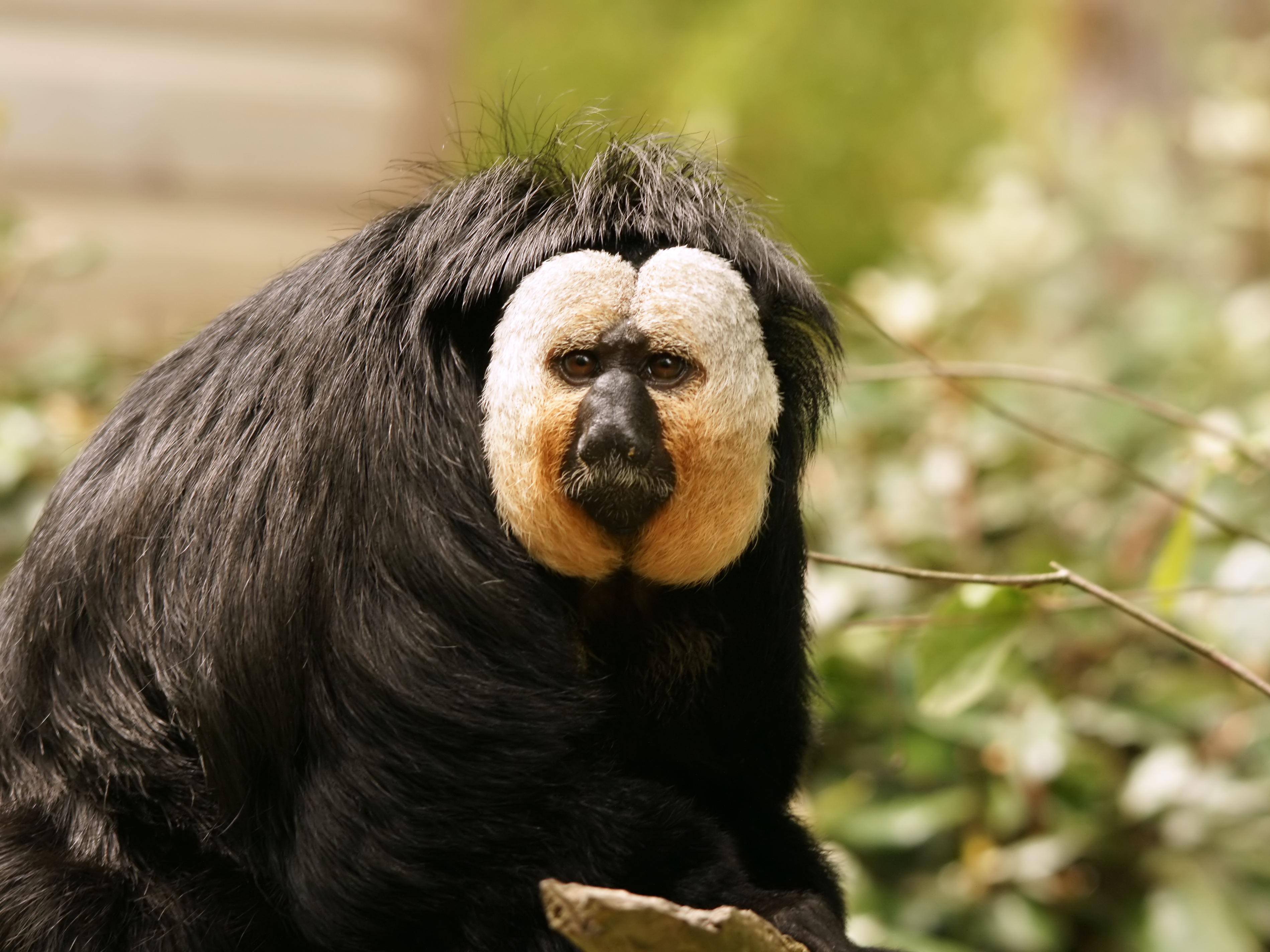
Parauaçu

Macacos do Velho Mundo

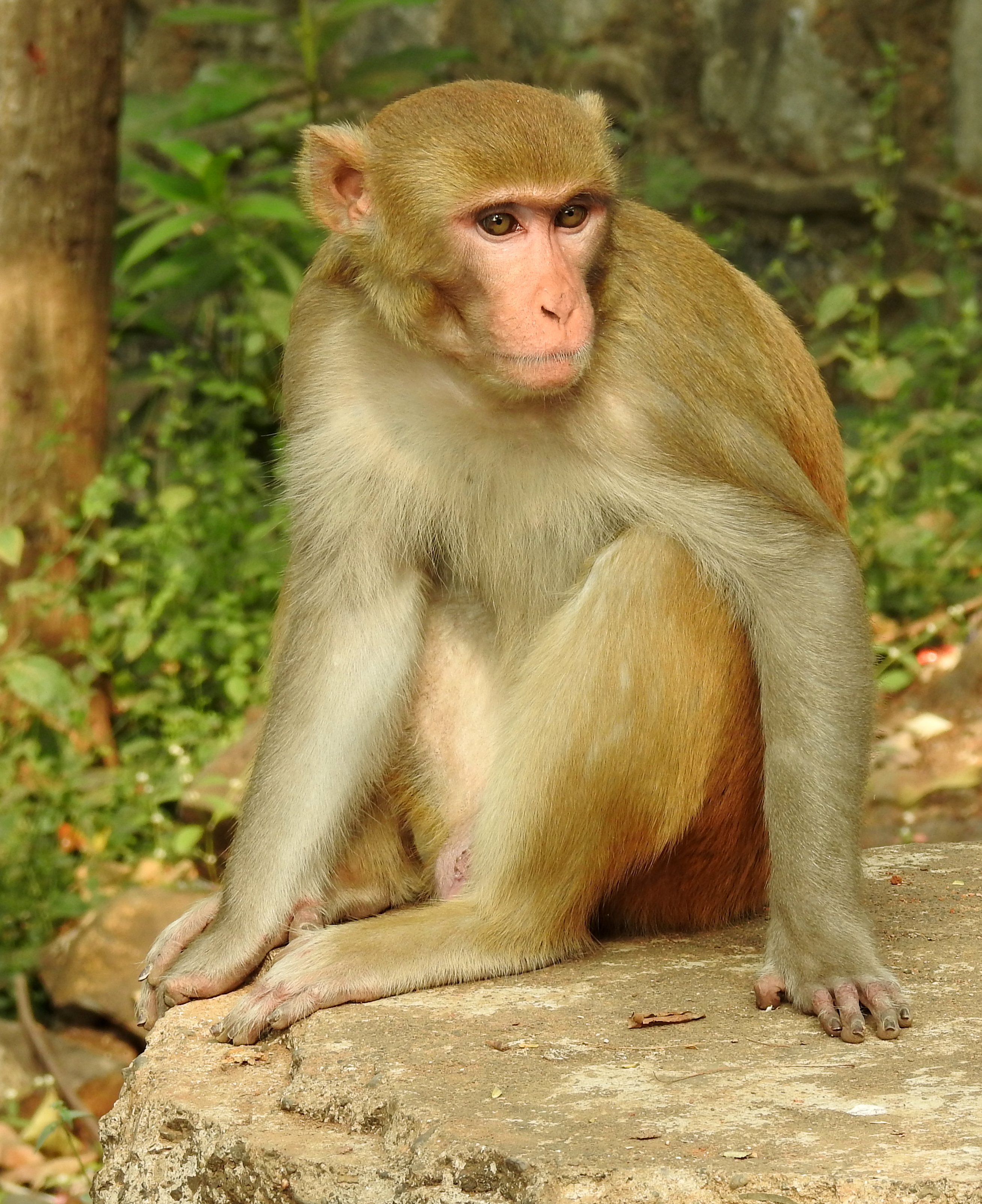
Macaco rhesus
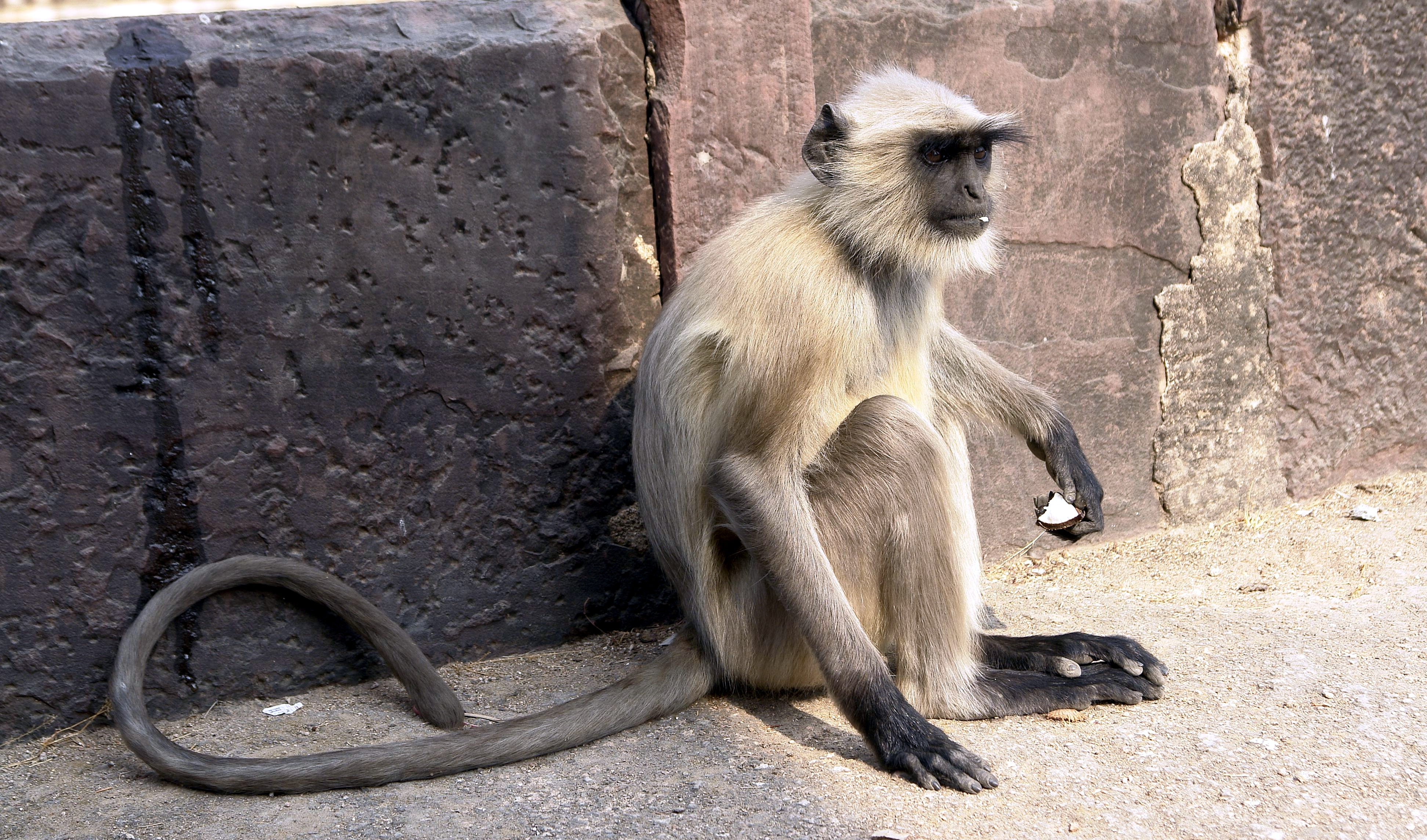
Langur cinzento
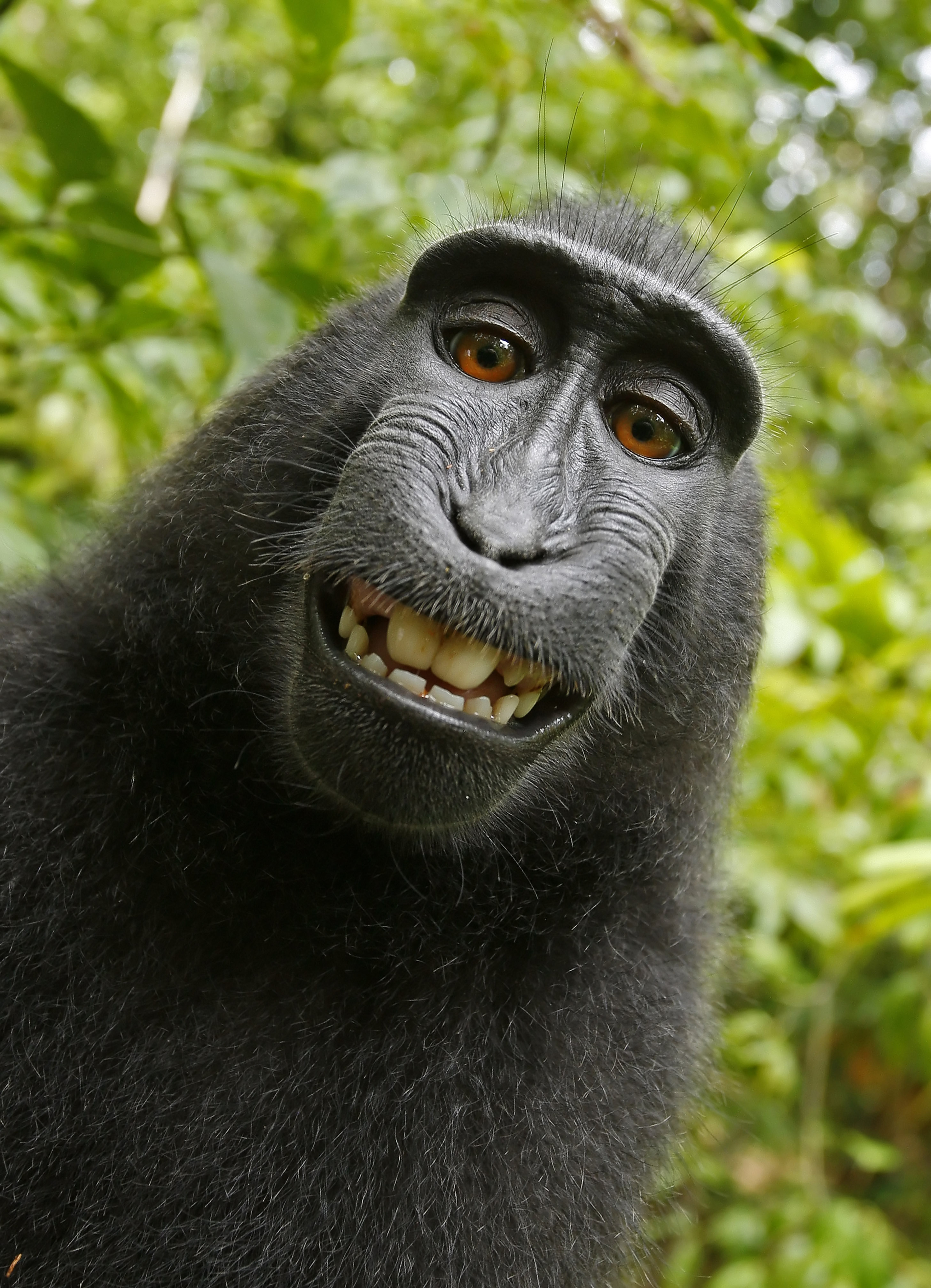
Macaco negro
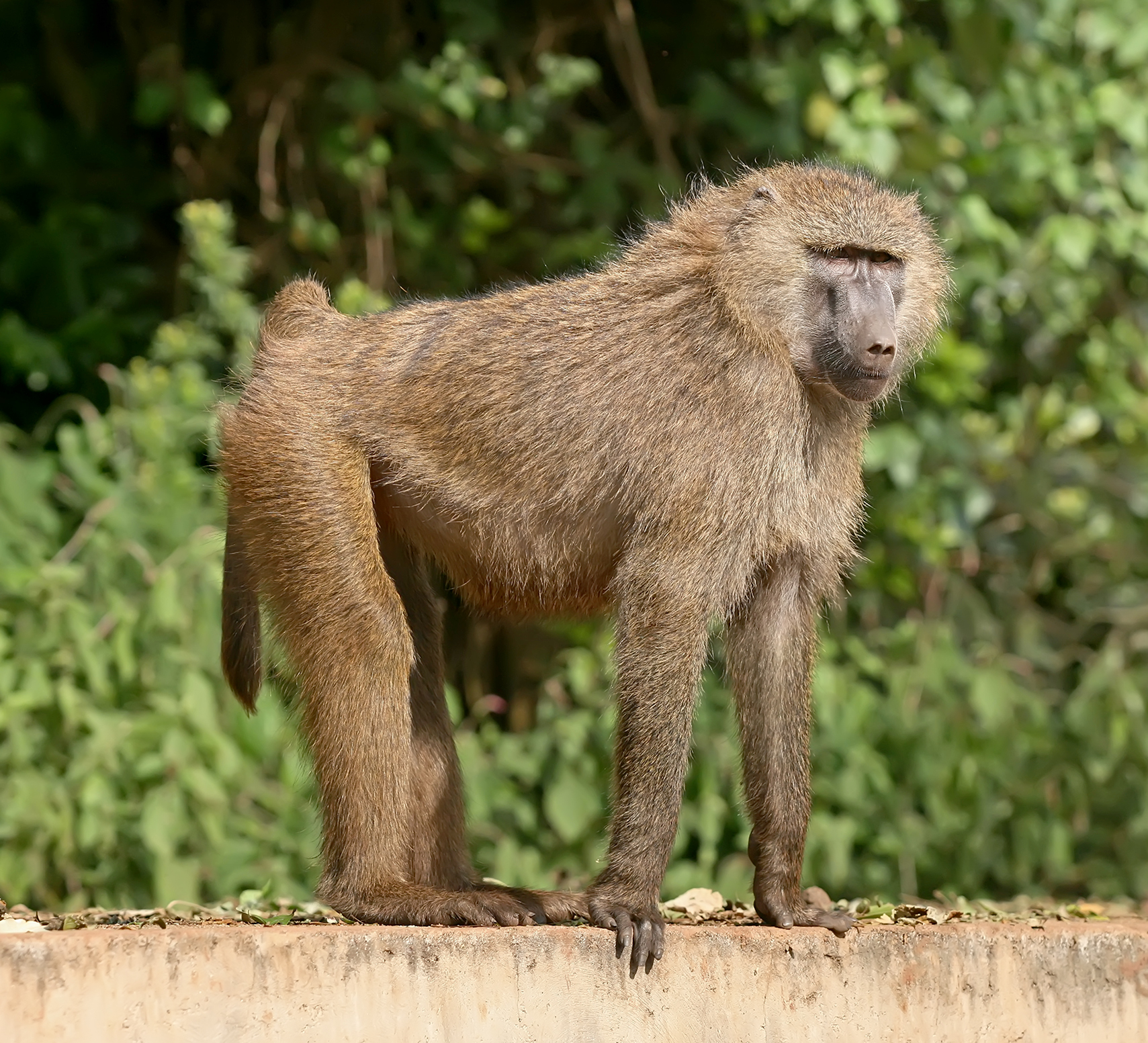
Babuíno-anúbis
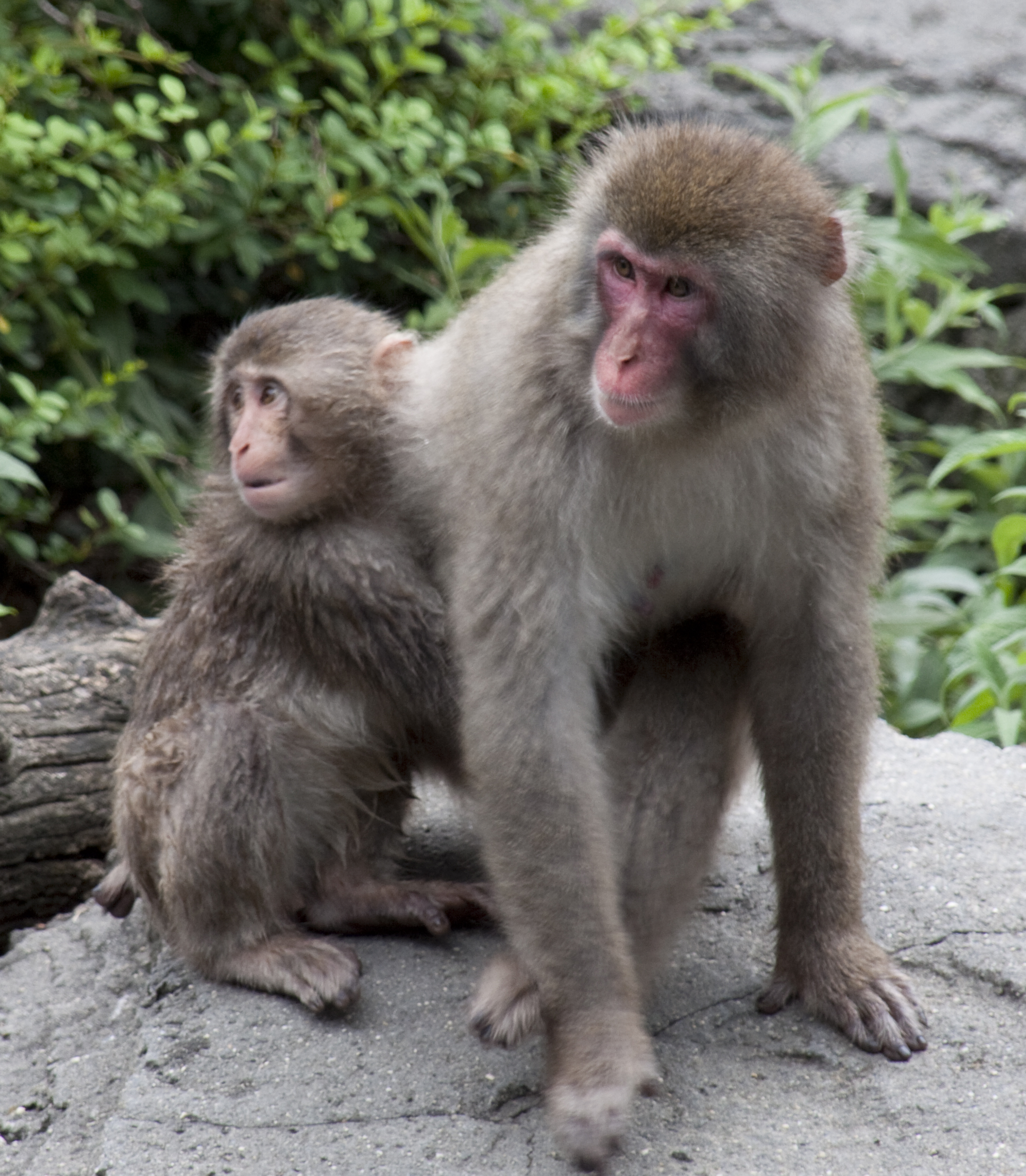
Macaco-japonês
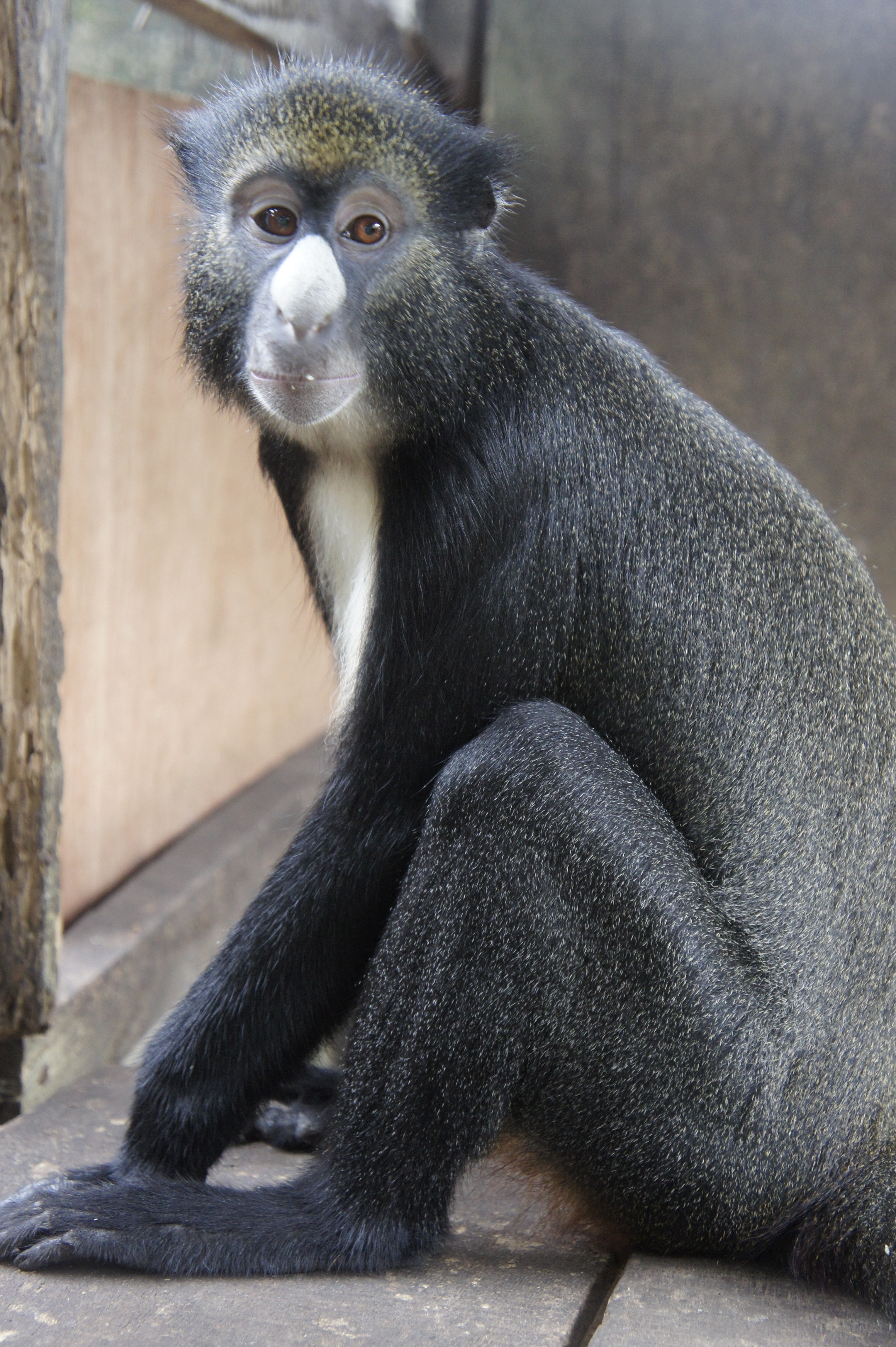
Macaco-de-nariz-branco
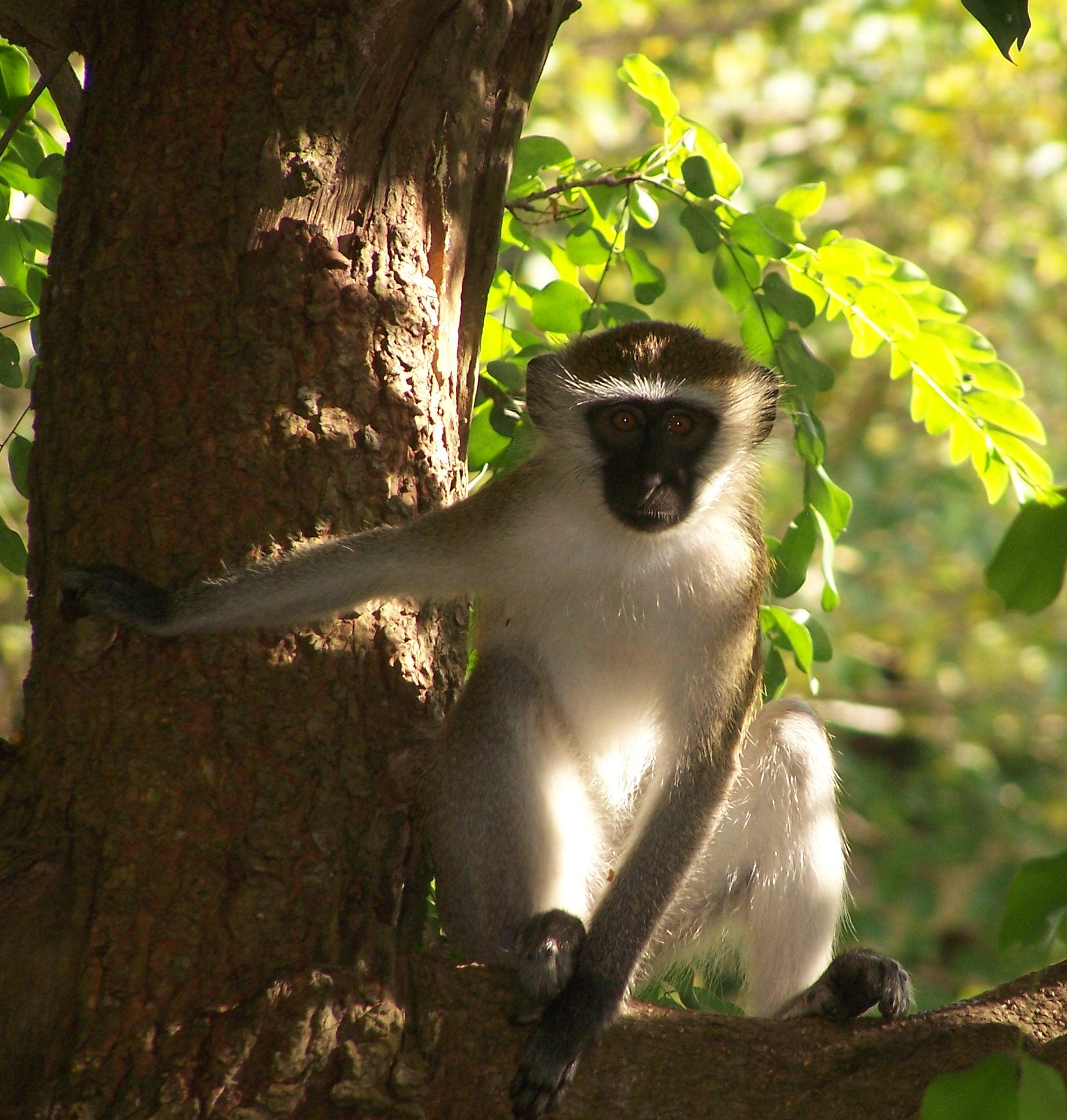
Macaco-vervet
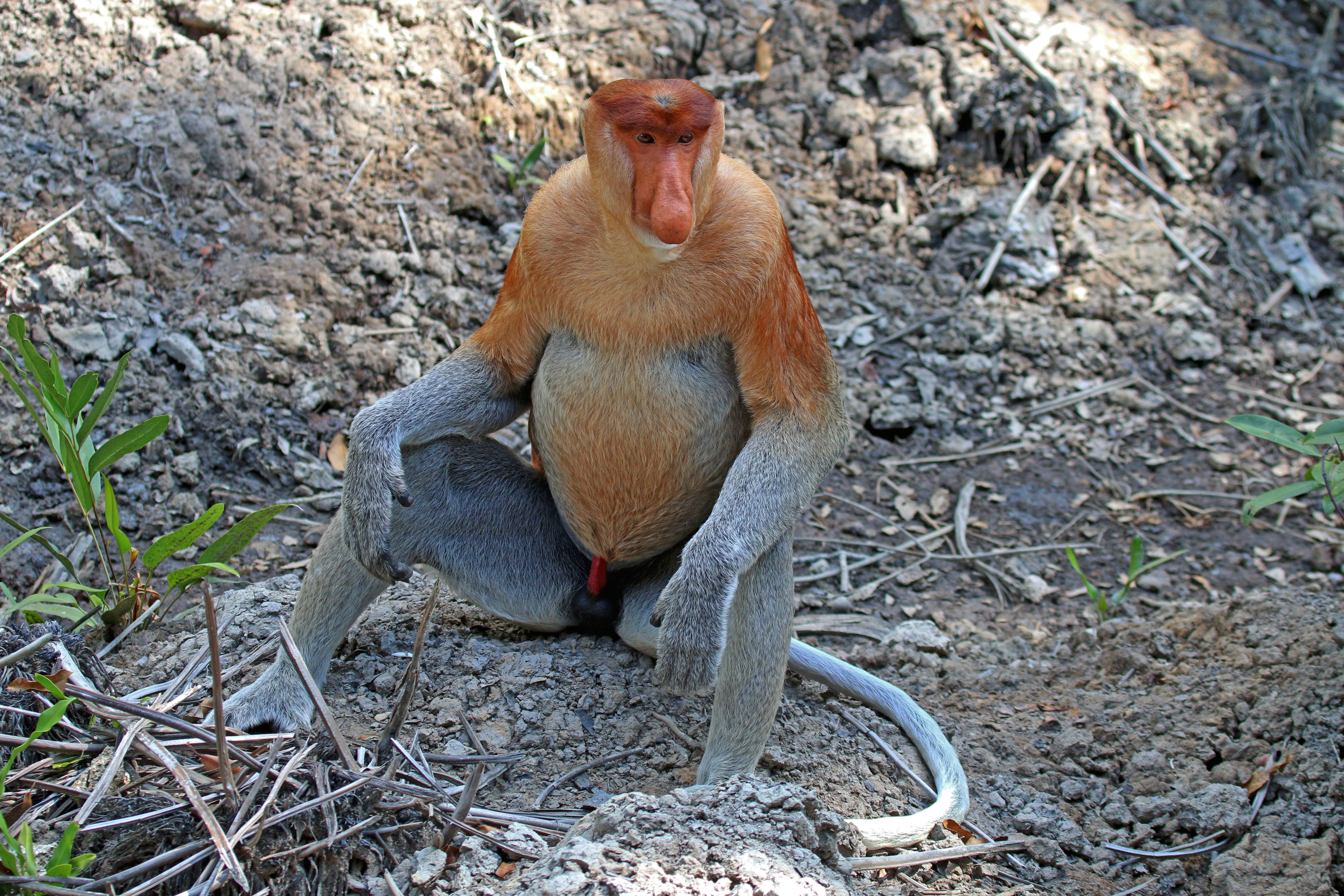
Macaco narrigudo
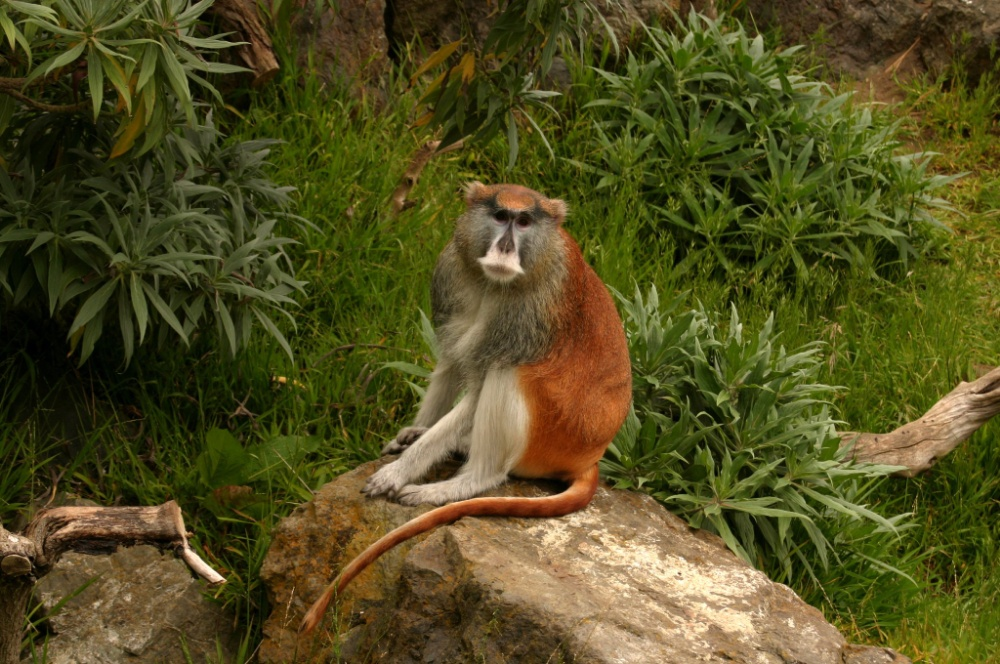
Macaco vermelho
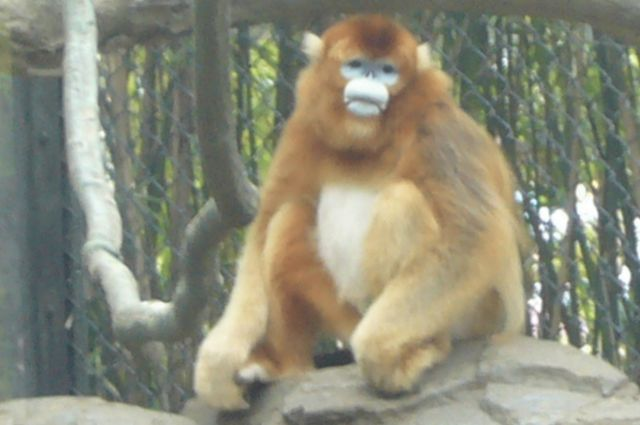
Macaco dourado
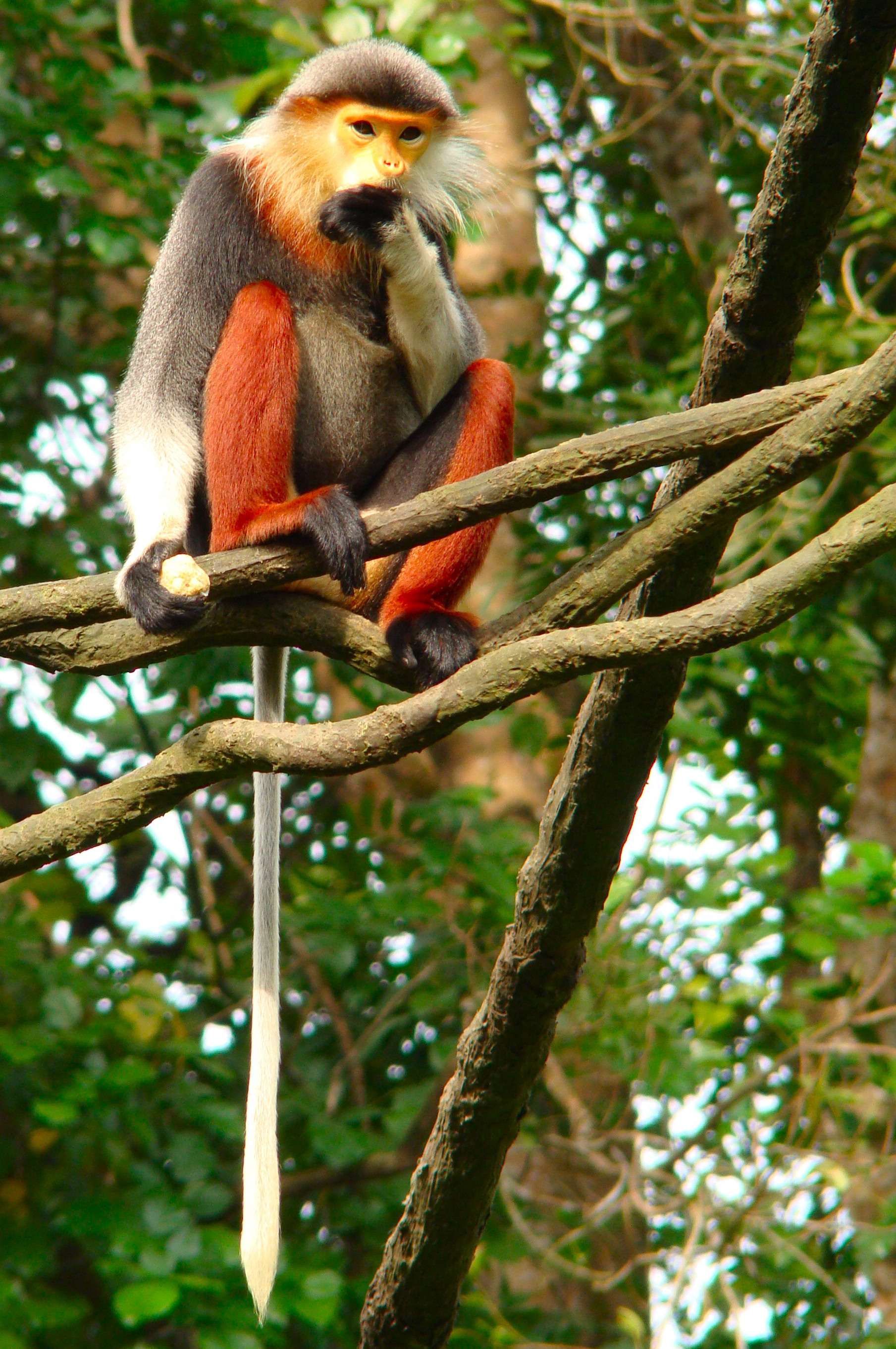
Douc-de-canelas-vermelhas
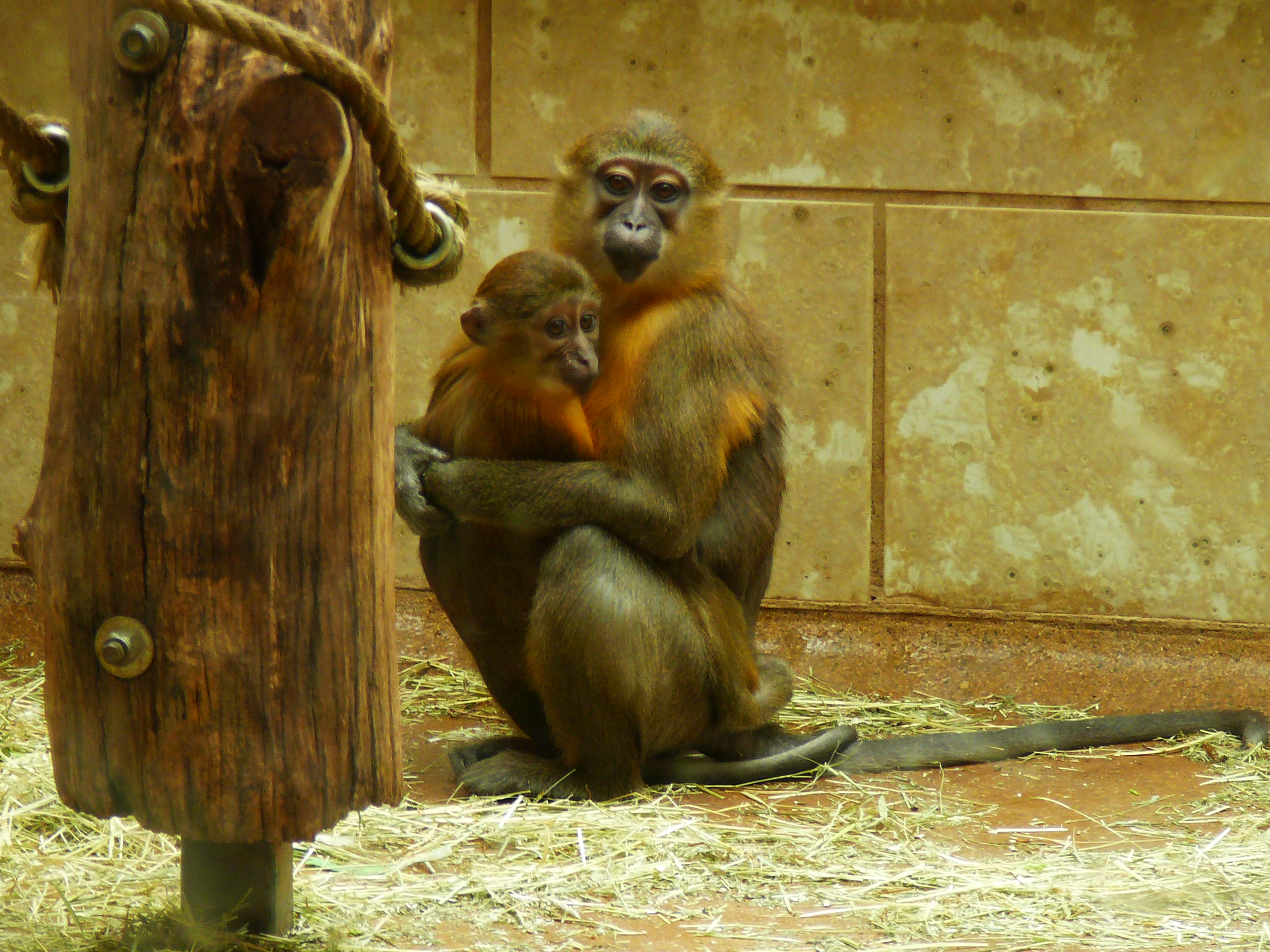
Mangabei-de-ventre-dourado
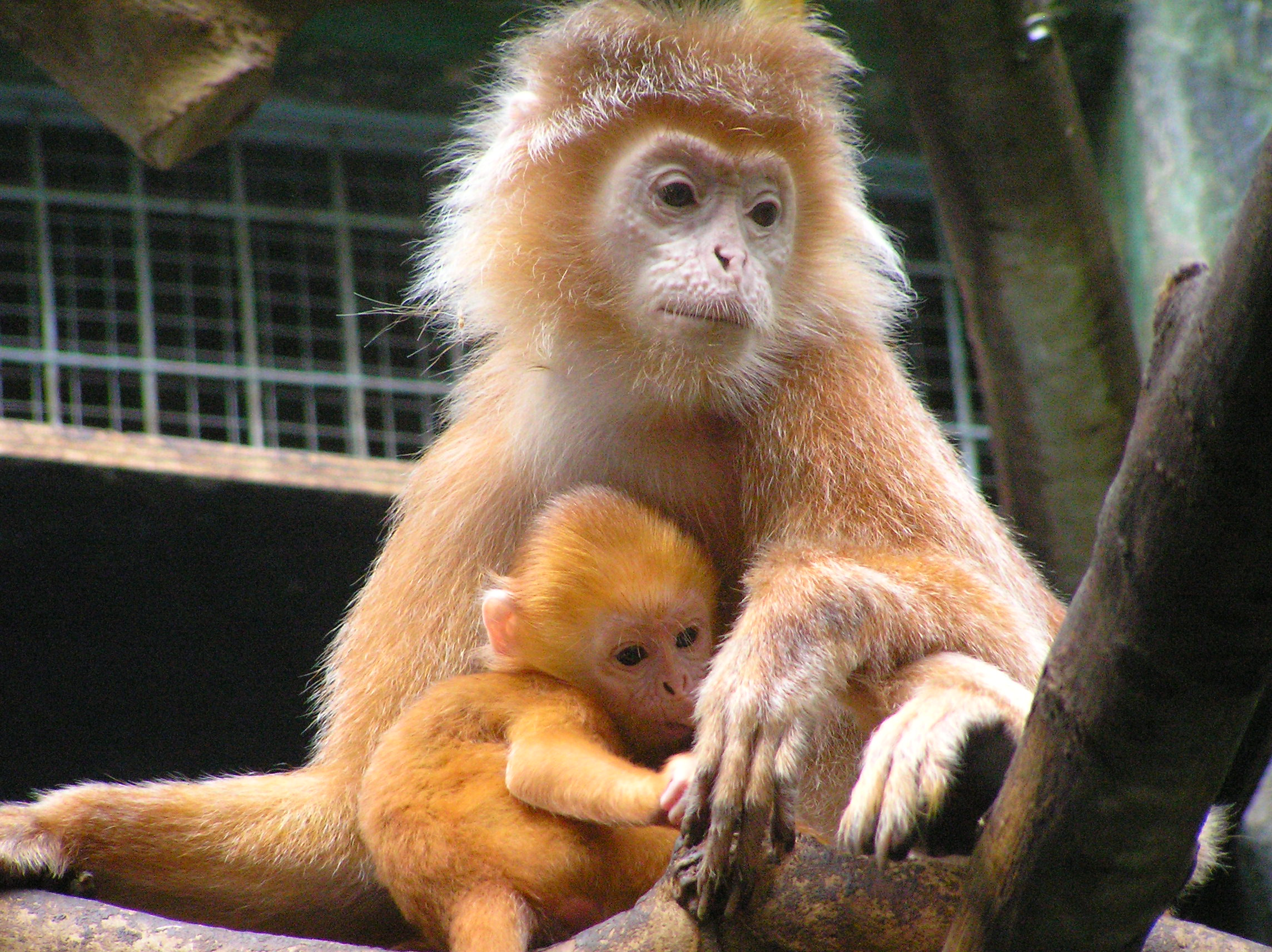
Langur-de-Java
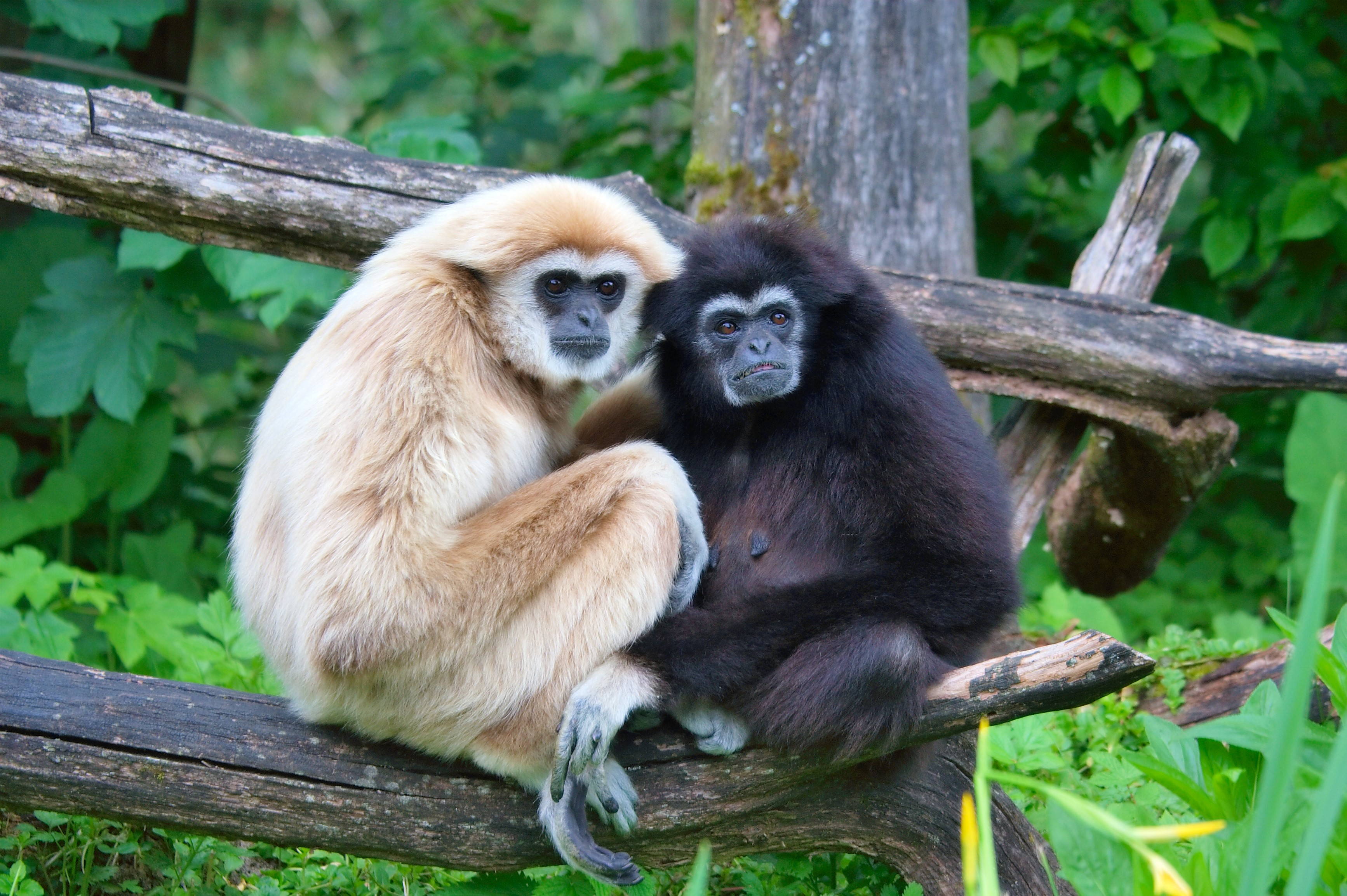
Gibão-de-mãos-brancas
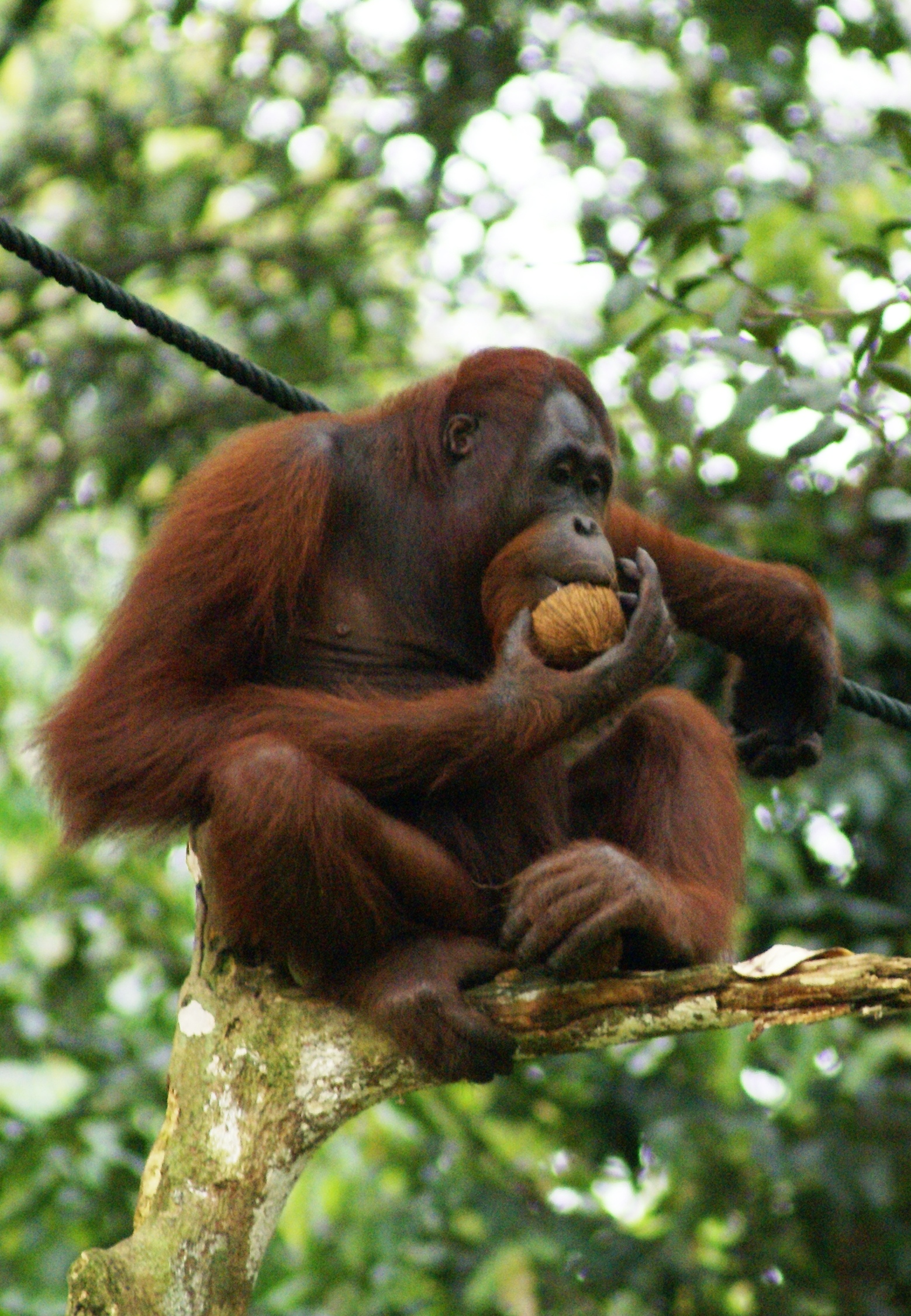
Orangotango-de-bornéu
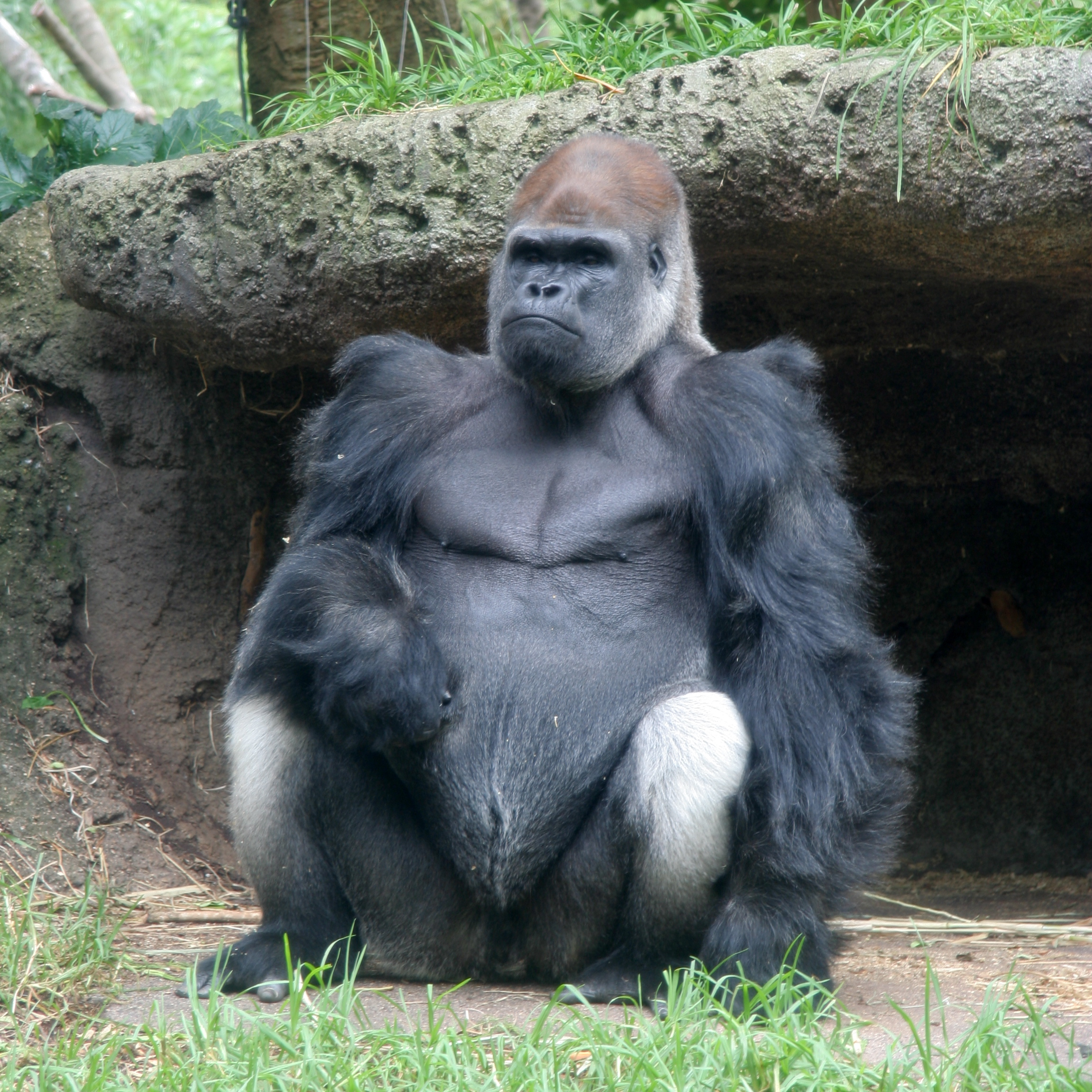
Gorila-do-ocidente
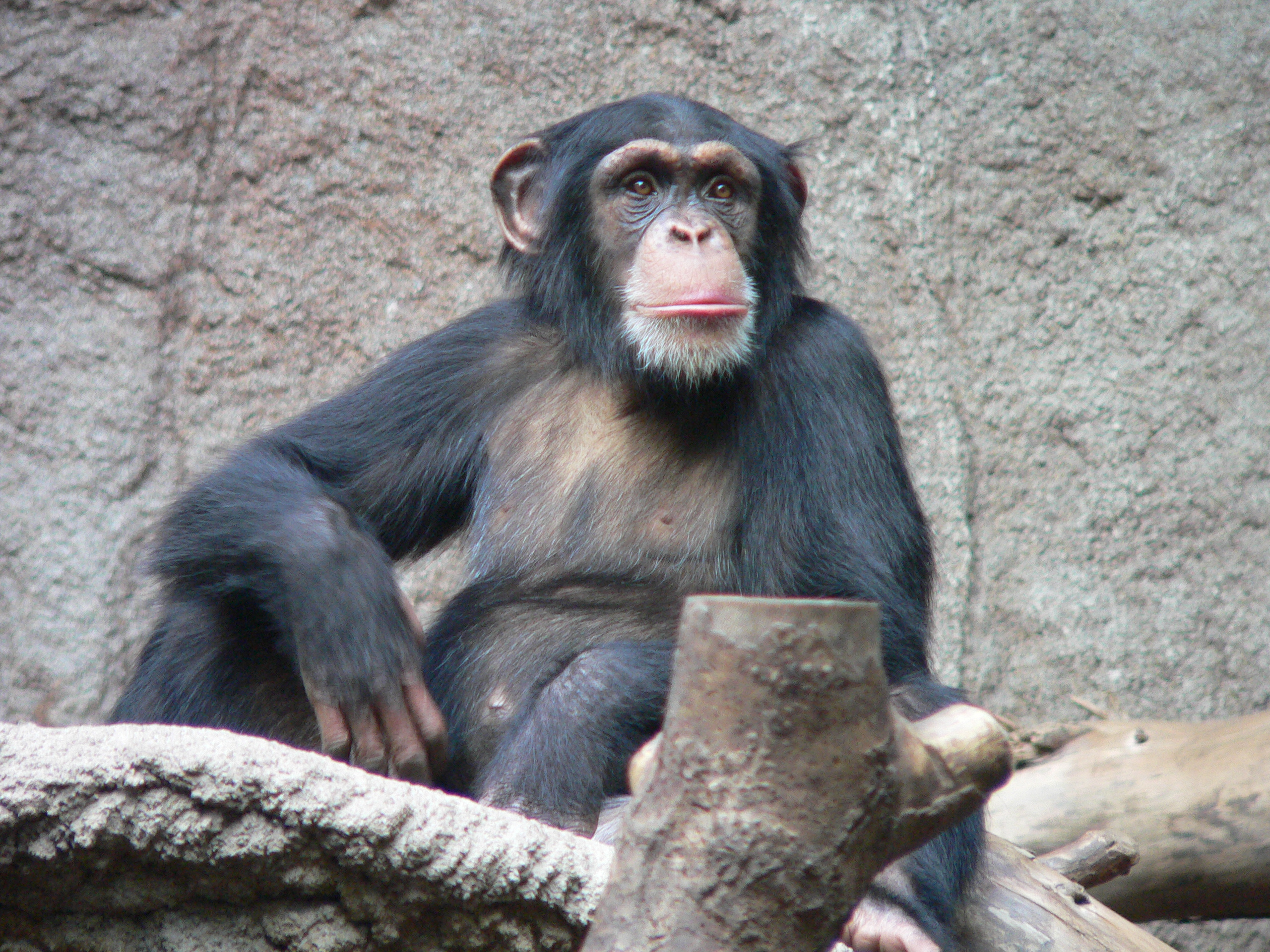
Chimpanzé-comum

## Ver também

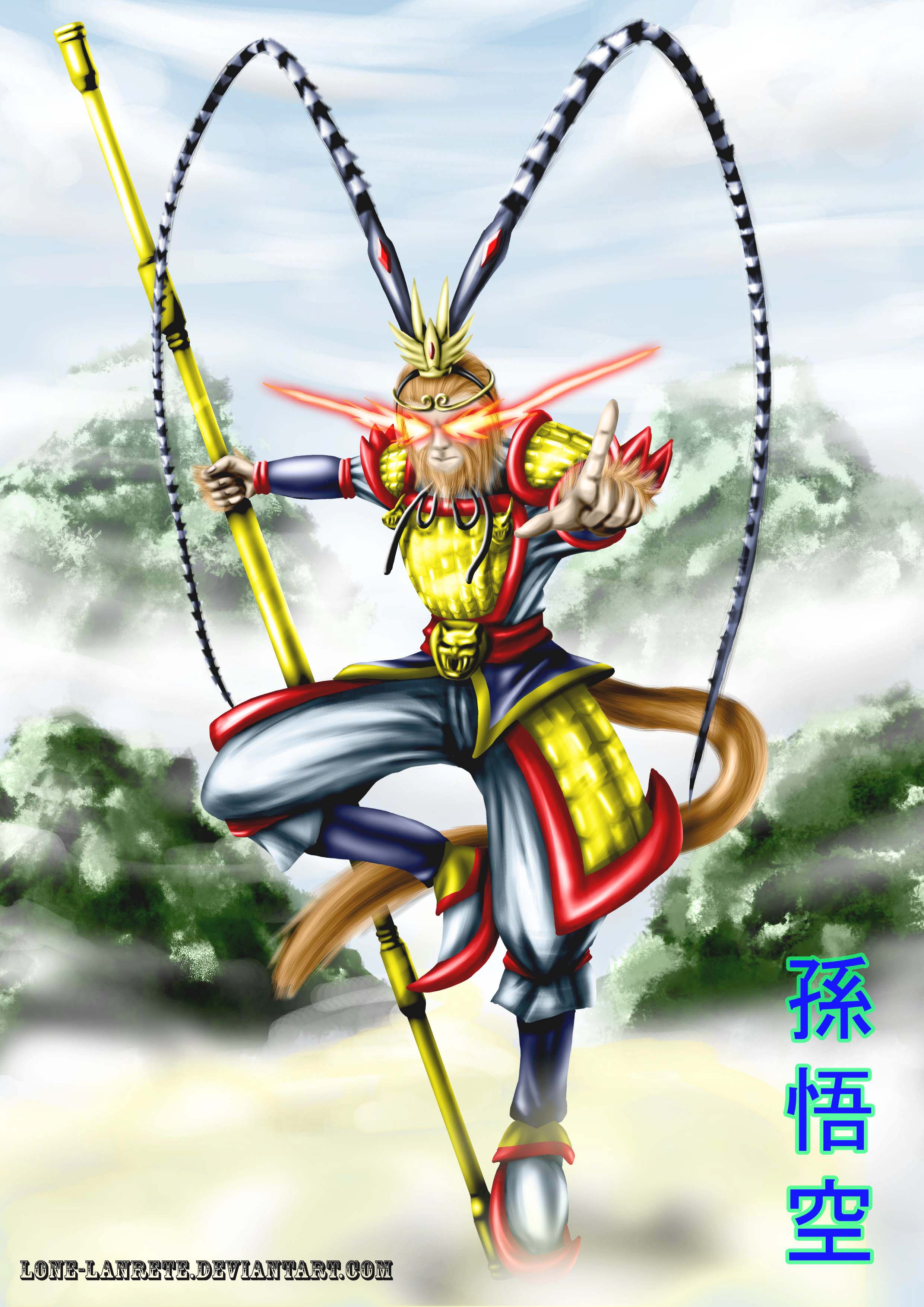
O macaco peregrino personagem do clássico texto budista chinês "Jornada ao Oeste"